# 美酒河镇
美酒河镇，是中华人民共和国贵州省遵义市仁怀市下辖的一个乡镇级行政单位。
2015年12月8日，贵州省人民政府批复同意仁怀市部分乡镇行政区划调整，同意撤销沙滩乡，设置美酒河镇，撤乡设镇后行政区域和政府驻地不变。

## 行政区划
美酒河镇下辖以下地区：
顺河村、娄子坳村、美酒河村和两江村。